# Movsar Evloev
Movsar Evloev (Sunzha, Inguchétia, 11 de fevereiro de 1994) é um lutador russo de artes marciais mistas, atualmente competindo no peso pena do Ultimate Fighting Championship.

## Biografia
Evloev nasceu em uma família de uma irmã e quatro irmãos, sendo um deles Selem Evloev, que também é lutador de MMA e compete no M-1 Global.

## Carreira no MMA

### M1 Global
Evloev começou sua carreira lutando no M1 Global. Ele foi campeão da organização e defendeu o cinturão múltiplas vezes até ser contratado pelo UFC em 2019.

### UFC
Evloev fez sua estreia no UFC contra Seung Woo Choi em 20 de abril de 2019 no UFC Fight Night: Overeem vs. Oleinik. Ele venceu por decisão unânime.
Evloev enfrentou Enrique Barzola em 26 de outubro de 2019 no UFC Fight Night: Maia vs. Askren. Ele venceu por decisão unânime.
Evloev enfrentou Mike Grundy em 25 de julho de 2020 no UFC on ESPN: Whittaker vs. Till. Ele venceu por decisão unânime.

## Cartel no MMA
| Cartel no MMA   |             |           |
| 15 lutas        | 15 vitórias | 0 derrota |
| Por nocaute     | 3           | 0         |
| Por finalização | 4           | 0         |
| Por decisão     | 8           | 0         |

| Res.    | Cartel | Oponente             | Método                    | Evento                                  | Data       | Round | Tempo | Local              | Notas                                                    |
| ------- | ------ | -------------------- | ------------------------- | --------------------------------------- | ---------- | ----- | ----- | ------------------ | -------------------------------------------------------- |
| Vitória | 18-0   | Arnold Allen         | Decisão (unânime)         | UFC 297: Strickland vs. du Plessis      | 20/01/2024 | 3     | 5:00  | Toronto, Ontario   |                                                          |
| Vitória | 17-0   | Diego Lopes          | Decisão (unânime)         | UFC 288: Sterling vs. Cejudo            | 06/05/2023 | 3     | 5:00  | Newark, New Jersey | Luta da Noite.                                           |
| Vitória | 16-0   | Dan Ige              | Decisão (unânime)         | UFC Fight Night: Volkov vs. Rozenstruik | 04/06/2022 | 3     | 5:00  | Las Vegas, Nevada  |                                                          |
| Vitória | 15-0   | Hakeem Dawodu        | Decisão (unânime)         | UFC 263: Adesanya vs. Vettori           | 12/06/2021 | 3     | 5:00  | Glendale, Arizona  |                                                          |
| Vitória | 14-0   | Nik Lentz            | Decisão (dividida)        | UFC 257: Poirier vs. McGregor 2         | 23/01/2021 | 3     | 5:00  | Abu Dhabi          |                                                          |
| Vitória | 13-0   | Mike Grundy          | Decisão (unânime)         | UFC on ESPN: Whittaker vs. Till         | 25/07/2020 | 3     | 5:00  | Abu Dhabi          |                                                          |
| Vitória | 12-0   | Enrique Barzola      | Decisão (unânime)         | UFC Fight Night: Maia vs. Askren        | 26/10/2019 | 3     | 5:00  | Kallang            |                                                          |
| Vitória | 11-0   | Seung Woo Choi       | Decisão (unânime)         | UFC Fight Night: Overeem vs. Oleinik    | 20/04/2019 | 3     | 5:00  | São Petersburgo    | Estreia no UFC; Retornou aos Penas.                      |
| Vitória | 10-0   | Rafael Dias          | Nocaute (socos)           | M-1 Challenge 95                        | 21/07/2018 | 5     | 0:21  | Nazran             | Defendeu o Cinturão Peso Galo do M-1 Challenge.          |
| Vitória | 9-0    | Sergey Morozov       | Finalização (mata leão)   | M-1 Challenge 88                        | 22/02/2018 | 3     | 3:47  | Moscou             | Defendeu o Cinturão Peso Galo do M-1 Challenge.          |
| Vitória | 8-0    | Pavel Vitruk         | Decisão (unânime)         | M-1 Challenge 81                        | 22/07/2017 | 5     | 5:00  | Nazran             | Ganhou e unificou o Cinturão Peso Galo do M-1 Challenge. |
| Vitória | 7-0    | Alexey Nevzorov      | Nocaute (chute na cabeça) | M-1 Challenge 76                        | 22/04/2017 | 2     | 2:15  | Nalchik            | Ganhou o Cinturão Peso Galo Interino do M-1 Challenge.   |
| Vitória | 6-0    | Lee Morrison         | Decision (unanimous)      | M-1 Challenge 73                        | 09/12/2016 | 3     | 5:00  | Nazran             |                                                          |
| Vitória | 5-0    | Aleksander Krupenkin | Nocaute Técnico (socos)   | M-1 Challenge 66                        | 27/05/2016 | 1     | 4:09  | Orenburg           | Volta aos Galos.                                         |
| Vitória | 4-0    | Djulustan Akimov     | Finalização (mata leão)   | M-1 Global: Battle in Nazran 3          | 07/05/2016 | 2     | 2:01  | Nazran             |                                                          |
| Vitória | 3-0    | Andrey Syrovatkin    | Finalização (mata leão)   | M-1 Global: Battle in Nazran            | 12/12/2015 | 1     | 1:44  | Nazran             | Estreia nos Penas.                                       |
| Vitória | 2-0    | Zhenhong Lu          | Decisão (unânime)         | M-1 Challenge 58                        | 06/06/2015 | 2     | 5:00  | Ingushetia         |                                                          |
| Vitória | 1-0    | Jianwei He           | Finalização (mata leão)   | M-1 Challenge 53                        | 25/11/2014 | 2     | 1:45  | Beijing            | Estreia nos Galos.                                       |